# Comité de Política Monetaria (Reino Unido)
El Comité de Política Monetaria (MPC por sus siglas en inglés) es un comité del Banco de Inglaterra que se reúne durante tres días y medio, ocho veces al año, para decidir el tipo de interés oficial en el Reino Unido (el tipo básico del Banco de Inglaterra).
También es responsable de dirigir otros aspectos del marco de política monetaria del Gobierno, como la flexibilización cuantitativa y la orientación futura. El Comité está compuesto por nueve miembros, entre ellos el Gobernador del Banco de Inglaterra, y se encarga principalmente de mantener el Índice de Precios de Consumo (IPC), medida de la inflación, cerca del objetivo fijado por el Gobierno, actualmente del 2% anual (a partir de 2019). Su objetivo secundario -apoyar el crecimiento y el empleo- se reforzó en marzo de 2013.
Anunciado el 6 de mayo de 1997, sólo cinco días después de las elecciones generales de ese año, y oficialmente encargado de fijar los tipos de interés en virtud de la Ley del Banco de Inglaterra de 1998, el Comité fue concebido para ser independiente de las interferencias políticas y, de este modo, añadir credibilidad a las decisiones sobre los tipos de interés. Cada miembro tiene un voto y debe rendir cuentas de él: las actas completas de cada reunión se publican junto con las decisiones de política monetaria del Comité, y sus miembros comparecen periódicamente ante el Comité Selecto del Tesoro, además de intervenir ante un público más amplio en actos celebrados a lo largo del año.

## Objetivo
El Comité es responsable de formular la política monetaria del Reino Unido, principalmente a través de la fijación del tipo de interés al que presta a los bancos (oficialmente, el tipo de interés básico del Banco de Inglaterra o BOEBR, por sus siglas en inglés). Tal y como establece la ley, las decisiones se toman con un objetivo principal de estabilidad de precios, definido por el objetivo de inflación del Gobierno (2% anual sobre el Índice de Precios al Consumo a partir de 2016). El objetivo adopta la forma de un «punto», en lugar de la «banda» utilizada por el Tesoro antes de 1997. El objetivo secundario del Comité es apoyar las políticas económicas del Gobierno y ayudarle a cumplir sus objetivos de crecimiento y empleo. Este objetivo secundario fue reforzado por el entonces ministro de Economía, George Osborne, en su presupuesto de marzo de 2013, en el que se otorgaba al Comité de Política Monetaria mayor discrecionalidad para «compensar» más abiertamente la inflación por encima de los tipos a medio plazo con el fin de impulsar otros indicadores económicos. El Comité de Política Monetaria no es responsable de la política fiscal, de la que se encarga el propio Tesoro, pero es informado por el Tesoro sobre la evolución de la política fiscal en sus reuniones.

Se pide al Comité de Política Monetaria que mantenga el índice de precios al consumo en el 2% anual.

En virtud de la Ley del Banco de Inglaterra de 1998 (c. 11), el Gobernador del Banco debe escribir una carta abierta de explicación al Ministro de Hacienda si la inflación supera el objetivo en más de un punto porcentual en cualquier dirección, y una vez cada tres meses a partir de entonces hasta que los precios vuelvan a situarse dentro del intervalo permitido. También debe exponer qué planes tiene el Banco para rectificar el problema, y cuánto tiempo se espera que se mantenga en esos niveles mientras tanto.
En enero de 2009, el Canciller anunció una Facilidad de Compra de Activos (APF, por sus siglas en inglés), que sería administrada por el MPC, con el objetivo de garantizar una mayor liquidez en los mercados financieros. El comité ya había comenzado a bajar los tipos el otoño anterior, pero el efecto de estos cambios puede tardar hasta dos años y los tipos no pueden bajar de cero. En marzo de 2009, ante unos niveles de inflación muy bajos y unos tipos de interés ya en el 0,5%, el MPC votó a favor de iniciar el proceso de flexibilización cuantitativa (QE por sus siglas en inglés) -la inyección de dinero directamente en la economía- a través del APF. Hizo que el Banco comprara bonos del Estado (gilts), junto con una cantidad menor de deuda de alta calidad emitida por empresas privadas. Aunque los no gilts constituyeron inicialmente una parte no despreciable de la cartera del APF, a partir de mayo de 2015 la totalidad del APF se mantuvo como gilts. El 7 de agosto de 2013, el gobernador Mark Carney emitió la primera forward guidance (guía futura) del comité como tercera herramienta para controlar la inflación futura.
Las críticas al Comité de Política Monetaria se han centrado en su enfoque predominante en la inflación en detrimento del crecimiento y el empleo, aunque estas críticas pueden haberse visto mitigadas por las revisiones de marzo de 2013 de las competencias del Comité. También ha habido quejas sobre la reticencia de los prestamistas a transmitir los cambios en los tipos y sobre el grado en que la introducción y la gestión de la QE han corrido el riesgo de politizar el comité.

## Historia
Tradicionalmente, el Tesoro fijaba los tipos de interés. Tras las reformas de 1992, los funcionarios celebraban reuniones periódicas y publicaban las actas, pero no eran independientes del Gobierno. El resultado fue la sensación de que los factores políticos enturbiaban lo que deberían ser juicios puramente económicos sobre la política monetaria.
El 6 de mayo de 1997, el ministro de Hacienda, Gordon Brown, concedió al Banco de Inglaterra la responsabilidad operativa de fijar los tipos de interés. La Ley del Banco de Inglaterra de 1998 estableció las directrices para la creación de un nuevo «Comité de Política Monetaria». La Ley también establecía las responsabilidades del Comité de Política Monetaria: se reuniría mensualmente y estaría compuesto por el Gobernador, dos Subgobernadores, dos Directores Ejecutivos del Banco y cuatro miembros nombrados por el Canciller. Debería publicar las actas de todas las reuniones en un plazo de seis semanas (en octubre de 1998, el Comité anunció planes para publicarlas mucho más rápidamente, después de una sola). La Ley otorgaba al Gobierno la responsabilidad de especificar su objetivo de estabilidad de precios y sus objetivos de crecimiento y empleo al menos una vez al año. El objetivo de inflación original que el Gobierno fijó para el MPC era del 2,5% anual sobre la medida de inflación RPI-X, pero en 2003 se cambió al 2% sobre el IPC. El Gobierno se reservó el derecho de dar instrucciones al Banco sobre qué tipo fijar en tiempos de emergencia.
Los años 1998 a 2006 fueron testigos de un periodo de estabilidad de precios sin precedentes, durante el cual la inflación se mantuvo dentro de un punto porcentual del objetivo, a pesar de las predicciones anteriores de que podría situarse fuera del rango el cuarenta por ciento o más del tiempo. Un informe de 2007 elaborado para el Comité del Tesoro señalaba que la independencia del Comité de Política Monetaria con respecto al Gobierno «ha reducido la posibilidad de que las consideraciones políticas a corto plazo influyan en la determinación de los tipos de interés». Durante este tiempo, el Comité mantuvo los tipos de interés relativamente estables entre el 3,5% y el 7,5%.
Sin embargo, la crisis financiera de 2007-08 puso fin a este periodo de estabilidad y, el 16 de abril de 2007, el gobernador (en aquel momento Mervyn King), se vio obligado a escribir la primera carta abierta del Comité de Política Monetaria al canciller (Gordon Brown), explicando por qué la inflación se había desviado del objetivo del 2% anual en más de un punto porcentual (3,1%). En febrero de 2013, había tenido que escribir 14 cartas de este tipo a los cancilleres. Entre octubre de 2008 y marzo de 2009, el tipo de interés básico se redujo seis veces hasta el mínimo histórico del 0,5% para evitar la deflación y estimular el crecimiento. En marzo de 2009, el Comité de Política Monetaria puso en marcha un programa de flexibilización cuantitativa, inyectando inicialmente 75.000 millones de libras en la economía. En marzo de 2010, también había aumentado la cantidad de dinero reservada para la flexibilización cuantitativa a 200.000 millones de libras, cifra que posteriormente se incrementó en otros 75.000 millones de libras en los meses posteriores a octubre de 2011.  El Comité de Política Monetaria anunció otras dos rondas de flexibilización cuantitativa por valor de 50.000 millones de libras en febrero y julio de 2012, con lo que el total ascendió a 375.000 millones de libras, al tiempo que mantenía el tipo de interés básico en el 0,5%. En marzo de 2013, el ministro de Hacienda, George Osborne, instó al Comité de Política Monetaria a seguir los pasos de su homólogo estadounidense (la Junta de la Reserva Federal) y comprometerse a mantener los tipos de interés bajos durante un período prolongado mediante una guía futura, lo que hizo el 7 de agosto.
Estas medidas resultaron finalmente insuficientes para evitar la deflación. Tras asumir el cargo en agosto de 2013, el gobernador Mark Carney escribió su primera carta abierta en febrero de 2015 para explicar por qué la inflación había caído por debajo del 1 % por primera vez en la historia del Comité de Política Monetaria, a la que siguió una deflación del 0,1% en abril de 2015, el primer mes de crecimiento negativo del IPC desde la década de 1960, y que desencadenó una segunda carta. A partir de febrero de 2015, Carney ha escrito cinco cartas de este tipo. Tras el voto del Reino Unido a favor de abandonar la Unión Europea en junio de 2016, el MPC recortó el tipo básico del 0,5% al 0,25%, el primer cambio desde marzo de 2009. Al mismo tiempo, anunció una nueva ronda de flexibilización cuantitativa, valorada en 60.000 millones de libras, con lo que el total ascendió a 435.000 millones de libras.
En diciembre de 2014, el Banco adoptó las recomendaciones de un informe elaborado por Kevin Warsh destinado a mejorar la transparencia de los procesos de toma de decisiones del comité.

## Composición
Tras una remodelación en abril de 2014, la comisión está compuesta actualmente por:
- El Gobernador del Banco
- Los tres subgobernadores de Política Monetaria, Estabilidad Financiera y Mercados y Banca
- El Economista Jefe del Banco
- Cuatro miembros externos, nombrados por el Ministro de Hacienda para un mandato renovable de tres años.

Cada miembro dispone de un voto de igual peso, del que puede responder públicamente. El Gobernador preside la reunión y es el último en emitir un voto, actuando como voto de calidad en caso de empate. Los representantes del Tesoro pueden asistir a la reunión, pero sólo como observadores sin derecho a voto.

## Reuniones
El Comité de Política Monetaria se reúne ocho veces al año, incluidas cuatro reuniones conjuntas con el Comité de Política Financiera. Tras una «reunión previa al Comité de Política Monetaria» de medio día de duración, normalmente el miércoles anterior, las reuniones se celebran durante tres días, normalmente un jueves, un lunes y un miércoles. Antes de la aplicación de las reformas recomendadas por Kevin Warsh, las reuniones se celebraban por lo general mensualmente el miércoles y el jueves siguientes al primer lunes del mes, aunque a veces esto se desviaba. En 2010, por ejemplo, la reunión se pospuso del 5/6 al 7/10 de mayo para no coincidir con las elecciones generales previstas para el día 6. La reunión de mayo de 2015 se retrasó de forma similar.
El primer día de los tres, el Comité estudia los datos relativos a la economía del Reino Unido, así como a la economía mundial, presentados por los economistas del Banco y los representantes regionales, y se identifican y abordan los temas de debate. El segundo día consiste en un debate principal sobre la política durante el cual los miembros del MPC exponen sus puntos de vista personales y debaten el curso de acción correcto. El Gobernador elige la política con más probabilidades de obtener la mayoría y, el tercer día de la reunión, se procede a la votación; cada miembro dispone de un voto. A los que se encuentran en minoría se les pide que indiquen la acción que habrían preferido. Las decisiones del comité se anuncian al mediodía del día siguiente a la conclusión de la reunión. Tras un cambio de procedimiento en 2015, las actas de cada reunión (incluida la preferencia política de cada miembro) se publican en el sitio web del Banco al mismo tiempo que se anuncia cualquier decisión, lo que produce un efecto de «superjueves». Antes de agosto de 2015, las decisiones del Comité se publicaban al mediodía del último día de la reunión, pero había un retraso de dos semanas antes de que se publicaran las actas. A partir de la reunión de marzo de 2015, también se publicarán las transcripciones completas de las reuniones, aunque tras un retraso de ocho años.
Fuera de las reuniones, los miembros del CPM pueden ser convocados por el Parlamento para responder a preguntas relativas a sus decisiones, a través de reuniones de comisiones parlamentarias, a menudo las de la Comisión del Tesoro. Los miembros del CPM también hablan ante audiencias de todo el país, con el mismo objetivo. Sus opiniones y expectativas sobre la inflación también se publican en el informe trimestral del Banco sobre la inflación.

## Membresía
En febrero de 2024, el actual Comité está compuesto por:
- Andrew Bailey (Del 16 de marzo de 2020 al 15 de marzo de 2028, Gobernador)
- Ben Broadbent (1 de julio de 2014 - 30 de junio de 2024, Subgobernador de Política Monetaria)
- Dave Ramsden (1 de septiembre de 2017 - 31 de agosto de 2027, Subgobernador de Mercados y Banca)
- Sarah Breeden (1 de noviembre de 2023 - 31 de octubre de 2028, Subgobernador de Estabilidad Financiera)
- Huw Pill (6 de septiembre de 2021 - 5 de septiembre de 2024, Economista Jefe y Director Ejecutivo de Análisis Monetario)
- Jonathan Haskel (1 de septiembre de 2018 - 31 de agosto de 2024, miembro externo)
- Catherine L. Mann (1 de septiembre de 2021 - 31 de agosto de 2024, miembro externo)
- Swati Dhingra (9 de agosto de 2022 - 8 de agosto de 2025, miembro externo)
- Megan Greene (5 de julio de 2023 - 4 de julio de 2026, miembro externo)

Otros antiguos miembros de la comisión por fecha de nombramiento son:
- Sir Edward George (junio de 1997 - junio de 2003)
- Howard Davies (junio - julio 1997)
- Willem Buiter (junio de 1997 - mayo de 2000)
- Charles Goodhart (junio de 1997 - mayo de 2000)
- Ian Plenderleith (junio de 1997 - mayo de 2002)
- Mervyn King (junio de 1997 - junio de 2013)
- Dame DeAnne Julius (septiembre de 1997 - mayo de 2001)
- David Clementi (septiembre de 1997 - agosto de 2002)
- Sir Alan Budd (diciembre de 1997 - mayo de 1999)
- Sir John Vicker (junio de 1998 - septiembre de 2000)
- Sushil Wadhwani (junio de 1999 - mayo de 2002)
- Christopher Allsopp (junio de 2000 - mayo de 2003)
- Stephen Nickell (junio de 2000 - mayo de 2006)
- Charles Bean (octubre de 2000 - junio de 2014)
- Dame Kate Barker (junio de 2001 - mayo de 2010)
- Marian Bell (junio de 2002 - junio de 2005)
- Paul Tucker (junio de 2002 - 20 de octubre de 2013)
- Sir Andrew Large (septiembre de 2002 - enero de 2006)
- Richard Lambert (junio de 2003 - marzo de 2006)
- Rachel Lomax (julio de 2003 - junio de 2008)
- David Walton (julio de 2005 - 21 de junio de 2006)
- Sir John Gieve (16 de enero de 2006 - marzo de 2009)
- David Blanchflower (junio de 2006 - mayo de 2009)
- Tim Besley (septiembre de 2006 - agosto de 2009)
- Andrew Sentance (octubre de 2006 - mayo de 2011)
- Spencer Dale (julio de 2008 - mayo de 2014)
- Paul Fisher (marzo de 2009 - julio de 2014)
- David Miles (junio de 2009 - agosto de 2015)
- Adam Posen (septiembre de 2009 - agosto de 2012)
- Martin Weale (agosto 2010 - julio 2016)
- Mark Carney (julio de 2013 - marzo de 2020)
- Kristin Forbes (julio de 2014 - junio de 2017)
- Nemat Shafik (agosto de 2014 - febrero de 2017)
- Charlotte Hogg (marzo de 2017 - 28 de abril de 2017)
- Ian McCafferty (septiembre de 2012 - agosto de 2018)
- Andy Haldane (1 de junio de 2014 - junio de 2021)
- Gertjan Vlieghe (septiembre de 2015 - agosto de 2021)
- Michael Saunders (9 de agosto de 2016 - 9 de agosto de 2022)
- Silvana Tenreyro (5 de julio de 2017 - 4 de julio de 2023)
- Jon Cunliffe (noviembre de 2013 - octubre de 2023)

Las fechas indicadas muestran cuándo finalizan o finalizaron sus actuales mandatos.
En enero de 2008, Mervyn King, entonces Gobernador del Banco de Inglaterra, era el único miembro del Comité de Política Monetaria que había participado en todas las reuniones desde 1997, por lo que tras la reunión del Comité de Política Monetaria de julio de 2013, la primera tras la jubilación de King, ningún miembro había asistido a todas las reuniones. Desde 2016, Kate Barker es el único miembro externo hasta la fecha que ha sido nombrado para tres mandatos, cada uno de tres años.